# Hans-Jürgen Kurrat
Hans-Jürgen Kurrat (* 7. Juli 1944 in Dortmund) ist ein ehemaliger deutscher Fußballspieler. Von 1964 bis 1974 absolvierte der Offensivspieler insgesamt 179 Spiele in den damals zweitklassigen Fußball-Regionalligen West und Süd und erzielte dabei 74 Tore.
Neben seiner Laufbahn als Fußballer absolvierte er eine Ausbildung als Industriekaufmann.

## Karriere als Fußballer
Kurrat war über den Dortmunder SV Merkur in die Jugendabteilung von Borussia Dortmund gekommen. Mit der A-Jugend gewann er 1960 die Westfalenmeisterschaft. Er spielte dann in der Saison 1963/64 in der Bundesliga. Im Team von Trainer Hermann Eppenhoff und an der Seite seines Bruders Dieter absolvierte er ein einziges Spiel in der Bundesliga. Am 5. Spieltag kam er beim Auswärtsspiel gegen den Karlsruher SC zum Einsatz. In der dritten Spielminute erzielte Kurrat die 0:1-Führung, das Spiel endete 1:3. Kurrat hat dann noch am 2. Oktober 1963 ein einziges Europapokalspiel gegen Lyn Oslo (3:1) bestritten. Nach dieser Spielzeit war er aber aufgrund eines Streites über seinen Vertrag mit dem Obmann des Vereins im Ligabetrieb nicht mehr zum Einsatz gekommen und wechselte daher zur Saison 1964/65 in die Regionalliga West zu Rot-Weiss Essen. Unter Trainer Fred Harthaus debütierte Kurrat am 6. September 1964 bei einem 4:0-Auswärtserfolg gegen die Sportfreunde Hamborn 07 in der Regionalliga. Er erzielte für die Mannschaft aus Bergeborbeck die 1:0-Führung. Gegen die Konkurrenz um Herbert Weinberg, Heinz-Dieter Hasebrink, Eckehard Feigenspan, Helmut Littek und Werner Kik konnte er sich nicht behaupten, er kam lediglich zu sechs Einsätzen und erzielte zwei Tore. Er kehrte 1966/67 für ein Jahr zu den Amateuren des BVB zurück und schloss sich 1967/68 der Hammer Spielvereinigung in der Verbandsliga Westfalen an. Hamm wurde mit Angreifer Kurrat Vizemeister und scheiterte in den Spielen um die Amateurmeisterschaft erst im Halbfinale gegen den FC Wacker München. Der kleine, flinke Torjäger hatte aber die Verantwortlichen von KSV Hessen Kassel auf sich aufmerksam gemacht und wechselte zur Saison 1968/69 in die Regionalliga Süd.
Unter Trainer Willy Kurrat debütierte er am 18. August 1968 bei einer 3:5-Auswärtsniederlage gegen den Freiburger FC in der Regionalliga Süd. Er erzielte als Mittelstürmer ein Tor. Der neue Angreifer absolvierte alle 34 Rundenspiele und erzielte beim Erreichen des 10. Ranges 13 Tore. Sein letztes Regionalligaspiel für Kassel bestritt der Stürmer am 18. Mai 1970 unter Trainer Heinz Baas bei einer 1:4-Auswärtsniederlage gegen den VfR Heilbronn. Im Sommer 1970 verabschiedete er sich nach zwei Runden mit 66 Ligaeinsätzen und 23 Toren von Mitspielern wie Heinrich Dittel, Walter Liebich, Rolf Fritzsche, Gerhard Grau, Holger Brück und Herbert Maciossek und kehrte in den Fußball-Westen zurück. Ab der Saison 1970/71 spielte er für DJK Gütersloh in der Regionalliga West.
Bei den „Blauen“ debütierte er unter Trainer Günter Luttrop am 16. August 1970 bei einer 0:1-Heimniederlage gegen Westfalia Herne. Seine ersten zwei Tore erzielte der Angreifer am 13. September beim 3:1-Heimerfolg gegen den Lüner SV. Seine Torgefährlichkeit stellte er mit 30 Treffern in den zwei Runden 1970/71 und 1971/72 unter Beweis. Im August 1972 spielte er mit Gütersloh auch ein einziges Mal gegen seinen Bruder. Sein letztes Ligaspiel für Gütersloh absolvierte er am 17. Dezember 1972 beim Auswärtsspiel gegen Arminia Bielefeld. Bereits am 7. Januar 1973 debütierte er auf der „Alm“ im Dress der Arminia beim Spiel gegen Bayer Leverkusen und erzielte als Mittelstürmer an der Seite der Flügelstürmer Bernd Wehmeyer und Peter Wloka den 1:0-Siegtreffer. In der Saison 1973/74, es war das letzte Jahr der alten zweitklassigen Regionalliga, kam Kurrat unter den Trainern Norbert Lessle und Willy Nolting lediglich noch zu acht weiteren Ligaeinsätzen und spielte deshalb in der Rückrunde beim SC Viktoria 04 Köln. Unter Trainer Ernst-Günter Habig erzielte er in 14 Regionalligaeinsätzen nochmals acht Tore für Viktoria und beendete im Sommer 1974 nach insgesamt 179 Regionalligaspielen mit 74 Toren seine Aktivität im Profifußball. Er schloss sich zur Saison 1974/75 der SpVgg Holzwickede in der Verbandsliga Westfalen an. Dort war sein älterer Bruder Dieter inzwischen Spielertrainer und führte Holzwickede 1975/76 zum Meisterschaftsgewinn und auch im Wettbewerb um die Deutsche Amateurmeisterschaft zum Erfolg. Am 27. Juni gewannen die Kurrat-Brüder mit ihren Mannschaftskameraden das Finale in Oldenburg mit 1:0 Toren gegen den VfR Bürstadt.
Nach zwei Jahren Fußball in der Fußball-Oberliga Westfalen beendete Hans-Jürgen Kurat im Sommer 1980 seine Laufbahn als Fußballer, allerdings half er in der Saison 1983/1984 nochmals beim SV Holzwickede in der Landesliga aus, als sein Bruder Dieter Kurrat dort als Interimscoach einsprang. Ab den 1990er-Jahren spielte Kurrat für zwölf Jahre in der Traditionsmannschaft des BVB.

## Nach der Karriere
Seit den 1970er Jahren war Kurrat bei der Firma Miele in Gütersloh im Vertrieb tätig.